# Jim Reardon
Jim Reardon es un director y guionista reconocido por su trabajo en la serie animada Los Simpson. Ha dirigido más de treinta episodios de la serie y fue el director principal desde la novena temporada hasta la decimoquinta. 
Reardon cursó en 1982 sus estudios como Animador de Personajes de Televisión en el California Institute of the Arts, en donde uno de sus proyectos estudiantiles, Bring Me the Head of Charlie Brown (1986), se ha convertido en un clásico entre los fanáticos del sitio web YouTube. Fue contratado por John Kricfalusi como escritor para Mighty Mouse: The New Adventures, y más tarde trabajó en la serie Tiny Toon Adventures. Su trabajo más reciente fue en la película de Pixar WALL·E, la cual se estrenó a mediados de 2008.
Reardon aparece dibujado en Los Simpson en el episodio Burns, Baby Burns, en el cual es visto detrás de Smithers y el Sr. Burns, estando a bordo de un tren. Habitualmente, aparece como un pasajero siempre que en alguna escena haya trenes, ya que Reardon odia volar y prefiere el transporte terrestre.

## Lista de episodios deLos Simpson

### Segunda temporada
- "Itchy & Scratchy & Marge"
- "Bart's Dog Gets An F"
- "Brush With Greatness"

### Tercera temporada
- "When Flanders Failed"
- "Treehouse of Horror II"
- "Saturdays of Thunder"
- "Homer at the Bat"
- "Dog of Death"
- "Bart's Friend Falls in Love"

### Cuarta temporada
- "Homer the Heretic"
- "Mr. Plow"
- "Duffless"
- "Marge in Chains"

### Quinta temporada
- "Homer Goes to College"
- "Homer the Vigilante"
- "Bart Gets an Elephant"

### Sexta temporada
- "Bart of Darkness"
- "Treehouse of Horror V"
- "Homer the Great"
- "Lisa's Wedding"
- "Lemon of Troy"

### Séptima temporada
- "King-Size Homer"
- "Bart the Fink"
- "22 Short Films About Springfield"

### Octava temporada
- "Burns, Baby Burns"
- "El Viaje Misterioso de Nuestro Jomer (The Mysterious Voyage of Homer)"
- "My Sister, My Sitter"
- "Homer's Enemy"

### Novena temporada
- "The City of New York vs. Homer Simpson"
- "Trash of the Titans"

### Décima temporada
- "Thirty Minutes Over Tokyo"

### Undécima temporada
- "Alone Again, Natura-Diddily"

### Temporada N°13
- "Treehouse of Horror XII"

### Temporada N° 14
- "Large Marge"

### Temporada N°15
- "Simple Simpson"

## Lista de películas dirigidas por Reardon
- Bring Me the Head of Charlie Brown (1986)
- WALL·E (2008)
- Free Parrots (2012)

## Premios y distinciones
Óscar
| Año  | Categoría            | Película | Resultado |
| ---- | -------------------- | -------- | --------- |
| 2009 | Mejor guion original | WALL·E   | Nominado  |